# Walter Erviti
Walter Daniel Erviti Roldán (Mar del Plata, 12 giugno 1980) è un allenatore di calcio ed ex calciatore argentino, di ruolo centrocampista con passaporto messicano.

## Caratteristiche tecniche
È un centrocampista centrale.

## Club

### Competizioni nazionali
- Campionato argentino: 2

Banfield: 2009 (A)
Boca Juniors: 2011 (A)
- Copa Argentina: 1

Boca Juniors: 2011-2012
- Campionato argentino di seconda divisione: 1

Banfield: 2013-2014

### Competizioni internazionali
- Copa Sudamericana: 1

Independiente: 2017